# متاهة الوحدة (كتاب)
متاهة الوحدة أو متاهة العزلة (بالإسبانية: El laberinto de la soledad) هو كتاب من تأليف الشاعر والمفكر المكسيكي أوكتافيو باث،  نُشر لأول مرة عام 1950، ويُعد من أشهر أعماله وأكثرها تأثيرًا. يتألف الكتاب من سلسلة مقالات تحليلية طويلة تتكون من تسعة فصول رئيسية، هي: "الباتشوكي والنهايات القصوى"، "أقنعة المكسيكي"، "يوم الموتى"، "أبناء لا مالينشي"، "الغزو والاستعمار"، "من الاستقلال إلى الثورة"، "الذكاء المكسيكي"، "اليوم المعاصر"، و"جدلية العزلة". بعد عام 1975، أُضيف إلى بعض الطبعات ملحق بعنوان بوسداتا)، وهو مقال من ثلاثة أقسام نُشر ككتاب مستقل عام 1970، وتُرجم إلى الإنجليزية سنة 1972 تحت عنوان المكسيك الآخر: نقد الهرم. يتناول هذا المقال مذبحة الطلاب في ساحة تلاتيلولكو عام 1968، والتي دفعت باث إلى الاستقالة من منصبه كسفير للمكسيك في الهند احتجاجًا على القمع. تركّز مقالات الكتاب على هوية الإنسان المكسيكي، وتحلل كيف أن التاريخ، والثقافة، والدين، والسياسة في المكسيك ساهمت في تشكيل شعور جمعي بالغربة والعزلة. ويطرح باث من خلال تأملاته الفلسفية والتاريخية رؤية وجودية مفادها أن المكسيكي يعيش داخل "متاهة عزلة"، حيث تنعدم المصالحة بين الذات والمجتمع، ويظل الفرد حبيس الأسئلة الوجودية الكبرى. يرى أوكتافيو باث في متاهة الوحدة أن العزلة هي أعمق حقائق الوجود الإنساني. فالإنسان، في نظره، هو الكائن الوحيد الذي يعلم أنه وحيد، وهو الوحيد الذي يسعى للعثور على الآخر. وتكمن "طبيعته" — إذا جاز استخدام هذا المصطلح لوصف كائن اخترع نفسه بنفسه من خلال رفضه للطبيعة — في توقه إلى تحقيق ذاته في شخص آخر. يصف باث الإنسان بأنه كائن حنين، يبحث باستمرار عن الوصال والاندماج مع الآخر. ولذلك، فإن لحظة وعيه بذاته هي في الوقت نفسه لحظة وعيه بانعدام الآخر، أي بوعيه بعزلته.
يرى أوكتافيو باث في كتابه متاهة الوحدة أن العزلة تشكّل جوهر النظرة المكسيكية إلى الموت والاحتفال والهوية. فالموت، في الثقافة المكسيكية، يُحتفى به علنًا، ومع ذلك يتم رفضه داخليًا، بسبب الغموض الذي يكتنفه والخوف مما يخبئه من مصير مجهول. أما الاحتفالات، فهي تمثل لحظات من الاندماج الجماعي، وتُعبّر عن رغبة عميقة في كسر الوحدة، إذ تسمح للمكسيكي بأن يُظهر ذاته الحقيقية، التي عادة ما تكون مخبأة خلف قناع من الإنكار الذاتي. يربط باث هذا التوتر الداخلي بـالتراث المزدوج للمكسيكيين، الذين ورثوا ثقافتين متصارعتين: الإسبانية والأصلية (السكان الأصليون). غير أن إنكار أحد وجهي الهوية — سواء الاستعماري أو المحلي — يجعل المكسيكي عالقًا في حالة من الاغتراب، ويقوده إلى عالم من العزلة لا ينتمي فيه بالكامل إلى أي من الجانبين. ابتداءً من فصل "الغزو والاستعمار" في متاهة الوحدة، يشرع أوكتافيو باث في تقديم تحليل مفصل لتاريخ المكسيك، ينطلق فيه من الثقافة ما قبل الكولومبية، ويصل إلى التأمل في الثورة المكسيكية عام 1910. ومن خلال هذا السرد، يعرض باث رؤيته النقدية لمسار الفكر المكسيكي، مسلطًا الضوء على الدور المحوري الذي لعبه الإنسانيون (الهيومانيون) باعتبارهم الطبقة المثقفة والنخبة الفكرية في البلاد. غير أن أوكتافيو باث لا يُخفي نقده العميق للمثقف المكسيكي، إذ يرى أن شرط الفكر النقدي الحقيقي هو الابتعاد عن الموضوع المدروس، أي الحفاظ على مسافة فكرية تسمح بمقاربة عقلانية وموضوعية. ويُحذر من أن انخراط المثقف في الشأن السياسي، مهما كانت نواياه، يؤدي غالبًا إلى انزياح خطير عن الموضوعية، بحيث تصبح مواقفه خاضعة لضغوطات أيديولوجية أو دوافع انتهازية أو سلطوية. فبمجرد أن يصبح المثقف جزءًا من السلطة أو الثورة، يفقد حريته النقدية، ويبدأ في إعادة إنتاج الخطاب الذي يفترض به نقده.
أدرج الناقد الأدبي الشهير هارولد بلوم كتاب متاهة الوحدة ضمن قائمة الأعمال الفنية والأدبية الأكثر أهمية وتأثيرًا في الثقافة الغربية، وذلك في مؤلفه المعروف "المرجع الغربي" الصادر سنة 1994.  هذا التصنيف يضع أوكتافيو باث إلى جانب كبار الكتّاب والمفكرين في التراث الأدبي والفكري العالمي، ويؤكد على المكانة الفلسفية والأدبية لكتابه بوصفه نصًّا يعالج هوية الإنسان المكسيكي، لكنه يمتد في عمقه إلى تجربة الوجود الإنساني بشكل أوسع، متناولًا مفاهيم مثل العزلة، الهوية، الموت، الثورة، والازدواجية الثقافية.

## تحليل عنوان الكتاب: "متاهة الوحدة"
يحمل عنوان الكتاب دلالة فلسفية شديدة العمق. "المتاهة" تشير إلى التعقيد، الضياع، الغموض، والتيه الداخلي، بينما "الوحدة" أو "العزلة" تمثل التجربة الوجودية الأكثر حدة للإنسان في بحثه عن الهوية والمعنى. العنوان لا يصف فقط واقع الإنسان المكسيكي، بل يُلمح إلى مأزق كوني يعاني منه كل فرد يشعر بالانفصال عن جذوره أو عن ذاته أو عن مجتمعه. اختار باث كلمة "متاهة" ليعبر عن أن هذه العزلة ليست لحظة صامتة، بل شبكة معقدة من التناقضات الثقافية والتاريخية التي تعرقل سعي الإنسان نحو الانسجام والتكامل.

## الجوائز والتقدير العالمي
لا يُعتبر "متاهة الوحدة" مجرد كتاب فلسفي عن المكسيك، بل هو مؤلف محوري ساهم بشكل حاسم في منح أوكتافيو باث جائزة نوبل للآداب عام 1990. وقد أُشيد بالكتاب عالميًا لقدرته على الربط بين الهوية الثقافية والتجربة الإنسانية في شكل سردي شاعري وتحليلي عميق. في عام 1994، أدرجه الناقد الأدبي هارولد بلوم ضمن لائحة The Western Canon كواحد من أهم الأعمال التي شكّلت الوعي الثقافي في الغرب.

## الهويةالمكسيكيةوازدواجية الأصل
يرى باث أن الهوية المكسيكية الحديثة نتاج صراع بين ثقافتين متضادتين: الإسبانية الغازية، والثقافة الأصلية ما قبل الكولومبية. هذا الصراع أنتج "ذاتًا هجينة" تعاني من التشظي، وتعيش اغترابًا دائمًا بسبب رفض أحد الجذور أو كليهما. "أبناء لا مالينشي" هو أحد فصول الكتاب الأكثر رمزية، إذ يناقش من خلاله كيف تتحول الخيانة الأصلية (تحالف لا مالينشي مع الغزاة) إلى رمز ثقافي للعزلة الجماعية.

## العزلة كجوهر للوعي الإنساني
يرى باث أن الإنسان هو الكائن الوحيد الذي يعلم أنه وحيد، والوعي بالذات يولّد وعيًا بالعزلة. العزلة، وفقًا له، ليست مجرد تجربة سلبية، بل لحظة إدراك وجودي عميق، تدفع الفرد إلى البحث عن الآخر، عن الحب، عن المصالحة. في هذا السياق، تصبح العزلة بنية داخلية للفرد، لا مجرد عزلة اجتماعية، بل عزلة ontologique (أنطولوجية).

## جدلية الموت والاحتفال
يناقش باث كيف أن الثقافة المكسيكية تحتفل بالموت ظاهريًا (يوم الموتى، الرموز الجماعية)، لكنها في العمق تعيش حالة إنكار وخوف دائم منه. الاحتفال ليس فقط فرحًا، بل وسيلة جماعية مؤقتة لكسر الوحدة. يرى باث أن هذه التناقضات في الاحتفال بالموت والفرح، هي محاولات رمزية للهروب من الذات المنعزلة.

## نقد المثقف ودوره السياسي
يطرح باث نقدًا جريئًا للمثقف المكسيكي، معتبرًا أن انخراطه في السلطة أو الثورة يفقده المسافة النقدية اللازمة. يرى أن المثقف إذا ما صار جزءًا من جهاز السلطة، يصبح منتجًا للخطاب لا ناقدًا له، وبهذا يُفقد دوره الجوهري.

## ما بعد الاستعمار والثقافة الممزقة
في فصول مثل "الغزو والاستعمار" و"من الاستقلال إلى الثورة"، يعرض باث تطور الثقافة المكسيكية من منظور ما بعد كولونيالي، حيث لم تُشف المكسيك من ماضيها الاستعماري، بل لا تزال تتصارع مع تبعاته نفسيًا وثقافيًا. وهو يرى أن التحرر الشكلي لا يضمن استقلالًا فكريًا أو وجدانيًا.